# Patrick Robine
Pour les articles homonymes, voir Robine.
Patrick Robine, est un acteur, auteur et metteur en scène de théâtre français, né le 25 décembre 1947.

## Biographie

### Jeunesse
Patrick Robine naît à l’hôpital militaire Robert-Picqué à Villenave-d'Ornon. Il entre ensuite à l’école des frères maristes, et à la chorale des Petits Chanteurs à la croix de saint André comme soprano. À seize ans, il délaisse le clergé et devient apprenti vendeur en quincaillerie en gros, puis photographe industriel, et enfin, démonstrateur de jouets pour le grand magasin Aux Dames de France.
L’automne suivant, il rate l’entrée de l’École des beaux-arts et se présente au Théâtre d’Art de Bordeaux. Il est admis dans le cours de Charles Chabert, il obtient un premier prix de comédie et diction, il suit les cours de chant, abandonne la danse, et part en tant qu’émigrant au Canada. Il y fait la plonge d’un cabaret restaurant de Montréal, puis il descend aux îles Bahamas : à Freeport, il y est maître d’hôtel au restaurant V.I.P du Casino El Morroco ; il rencontre Orson Welles et Sidney Poitier : ils deviennent amis.
De retour en France, Patrick devient parfumeur et travaille pour les plus grands nez de la profession. Puis, au cours d’une année sabbatique, il traverse l’Afrique, plus tard il retrouve sa région natale, et remonte sur scène.

### Carrière artistique
De 2000 à 2003, il est comédien dans Kings, création de Michel Schweizer au TNP de Toulouse et en tournée en France, Espagne et Italie.
En mai 2003, dans le cadre du Festival des Extravagants au Théâtre du Rond-Point, Patrick Robine interprète La Danse du Séquoia.
Il écrit et joue des spectacles seul en scène dans lesquels il ré-invente sa vie avec fantaisie, imite et parodie. Ses trois spectacles : Le Cri de la pomme de terre du Connecticut, La Ferme des concombres, Le Naturaliste sont créés de 2004 à 2016 au Théâtre du Rond-Point, mis en scène par François Rollin puis par Jean Michel Ribes et tournés durant plusieurs années dans différentes villes et pays.
Il participe au spectacle Le Grand Mezze avec la complicité de François Rollin et Édouard Baer. Il joue dans Le Zootropiste, spectacle créé par Renaud Cojo d’après Bestiaire, journal collectif d’adultes du Centre d’Aide par le Travail de Verdelais rédigé sous la direction de Thierry Lahontâa.
À partir de 2005, il anime la pastille Le Naturaliste sur Paris Première, le public découvre le « Grand interprète animalier botaniste et forestier ».
En 2006, il est chroniqueur pour l’émission Baobaob sur France inter aux côtés de Jean-Michel Ribes et Stéphane Paoli.

## Théâtre

### Acteur[8]
- 2000 : Kings mise en scène de Michel Schweizer
- 2003 : La Danse du séquoia mise en scène de François Rollin
- 2004 : Le Naturaliste mise en scène de François Rollin
- 2004 : Le Jardin aux betteraves de Roland Dubillard mise en scène de Jean-Michel Ribes
- 2005 : Le Zootropiste mise en scène de Renaud Cojo
- 2008 : La Ferme des concombres mise en scène de Jean-Michel Ribes
- 2013 : Le Naturaliste mise en scène de Patrick Robine
- 2015 : Rembobinage mise en scène de Patrick Robine
- 2016 : Le Cri de la pomme de terre du Connecticut mise en scène de Jean-Michel Ribes

## Filmographie
- 2000 : La bicyclette bleue de Thierry Binisti
- 2003 : Le grand plongeoir
- 2004 : Casablanca Driver de Maurice Barthélémy : le journaliste
- 2005 : Akoibon de Edouard Baer : Le chanteur
- 2005 : La pomme de Newton de Laurent Firode : Monsieur
- 2005 : Le naturaliste
- 2006 : Comment lui dire de Laurent Firode : Jean / John Latour
- 2008 : Coluche : l'histoire d'un mec d'Antoine de Caunes : L'écrivain René Fallet
- 2008 : Nicolas Le Floch : Docteur Descare
- 2008 : Musée haut, musée bas de Jean-Michel Ribes
- 2008 : Les Bougon de Sam Karmann : Maître Mergez
- 2024 : La Vie de ma mère de Julien Carpentier : Henry

## Publications
- La Danse du séquoia suivi de Le Naturaliste, Actes Sud, 2005[9]
- La Ferme des concombres, La Table ronde, 2009

## Distinctions
- 2009 : Grand prix de l'humour noir du spectacle